# Rösteberg
Der Rösteberg ist ein 94,3 m ü. NHN hoher Hügel des Altenberger Rückens im westfälischen Kreis Steinfurt.
Er liegt zwischen Altenberge und Nienberge in der Bauerschaft Hohenhorst, in einer Unterbrechung des Landschaftsschutzgebiets Altenberger Rücken. Straßenzüge im Ostnordosten des Hügels heißen Rösteberg. Der partiell bewaldete Hügel wird landwirtschaftlich genutzt. Er ist einer der Orte, wo die Sagengestalt Grinkenschmied gewohnt haben soll.